# Karel Lier

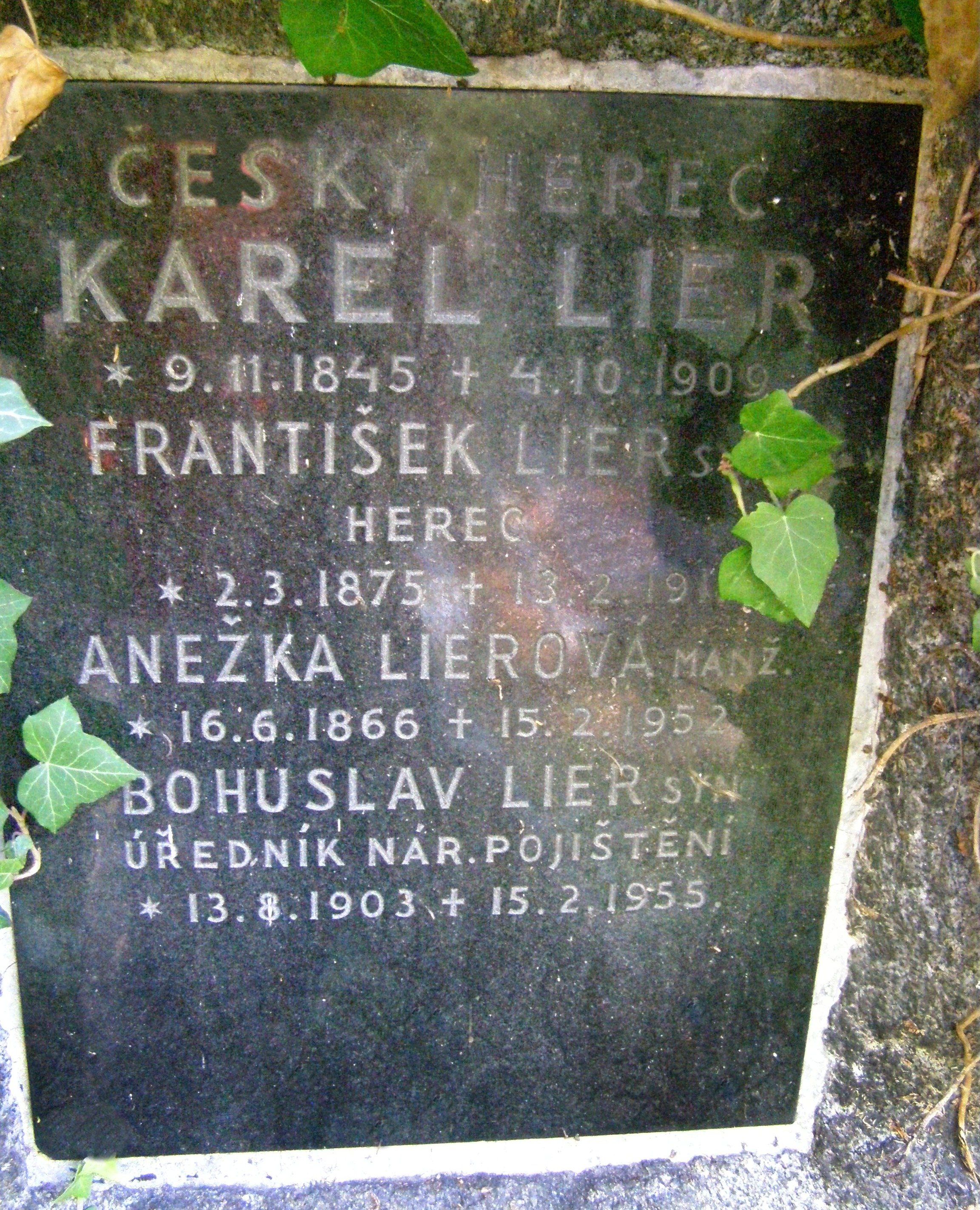
Hrob na pražském hřbitově Malvazinky

Karel Lier (14. listopadu 1843 Dobruška – 4. října 1909 Smíchov) byl český herec a režisér. Působil zejména ve Švandově divadle ve vážných i komických rolích.

## Život
Narodil se v chudé maloměstské rodině v Dobrušce 14. listopadu 1843. Rodiče si nemohli dovolit poslat ho na studia. Katecheta Böhm mu ale zajistil pobyt v Praze u své tety, hospodyně u dr. Michla. Brzy samostatně nastudoval množství literatury. Když se vrátil do Dobrušky, přijal místo u okresního soudu, přičemž ve volném čase hrál ochotnické divadlo. Tam ale projevil takový talent, že mu doporučili zanechat úřednické kariéry a věnovat se herectví profesionálně. Odjel do Prahy, kde se zapojil do kroužku divadelních nadšenců, mezi nimiž byl i pozdější starosta Ferdinand Vališ. Odbornou průpravu mu zajistil režisér J. Svoboda.
Roku 1868 přijal angažmá v Plzni. Poté vystřídal několik společností, nejvíce ale hrál ve Švandově divadle na Smíchově. Roku 1893 si zahrál ve Vídni (Josefstadt), v roce 1898 působil jako režisér v divadle Uranie na výstavě architektury a inženýrství v Praze. Na zkoušku vystoupil i v Národním divadle, ale jeho projev nebyl srovnatelný s výkonem stálých členů souboru a smlouvu nezískal.
Během své kariéry ztvárnil komické i vážné role. Nejlépe mu vyhovovali veseloherní otcové a operetní světáci. Ve vážných rolích měl úspěch například jako Shylock (Kupec benátský), Hamlet a Jago (Othello). Kolegové ho znali jako vtipného, zábavného a taktního společníka.
V létě 1909 uskutečnil se souborem Švandova divadla zájezd do Luhačovic, kde s úspěchem sehrál jedny ze svých posledních úloh ve fraškách Kontrolor spacích vagonů (autor: Alexandre Bisson, překlad: Olga Fastrová) a Cesta do pekel (autor: Gustav Kadelburg, překlad: Vilém Táborský).
Dne 1. října 1909 ho ranila mrtvice[nepřesný odkaz], které za tři dny podlehl. Zemřel 4. října 1909 ráno, pohřben byl na Malvazinkách.
Jeho manželkou byla herečka Antonie Bollardová.

## Citát
| „             | V Karlu Lierovi jsme měli umělce, který se mohl směle měřit s mnohou hereckou veličinou. Škoda, že jsme to nevěděli, pokud žil. | “ |
| — Rudolf Deyl | |   |

## Dílo
Knižně vydal:
- Abeceda z hereckého života (1896–7), básně k recitaci
- Umělec a enthusiast : komický výstup pro dva pány (1896–7)
- Ve fraku : sólový výstup (1899)